# Ovocytheridea
Ovocytheridea is een geslacht van uitgestorven kreeftachtigen uit de klasse van de Ostracoda (mosselkreeftjes).

## Soorten
- Ovocytheridea acuta Apostolescu, 1963 †
- Ovocytheridea ariyalurensis Jain, 1975 †
- Ovocytheridea brevis Grekoff, 1962 †
- Ovocytheridea cambayensis Guha, 1974 †
- Ovocytheridea hispanica Breman, 1976 †
- Ovocytheridea mackinlayi Bate & Bayliss, 1969 †
- Ovocytheridea nuda Grekoff, 1951 †
- Ovocytheridea palapiformis Neufville, 1973 †
- Ovocytheridea producta Grekoff, 1962 †
- Ovocytheridea pulchra Reyment, 1963 †
- Ovocytheridea punctata Reyment, 1963 †
- Ovocytheridea raoi Jain, 1978 †
- Ovocytheridea reniformis Bold, 1964
- Ovocytheridea rostrata Apostolescu, 1963 †
- Ovocytheridea symmetrica Reyment, 1960 †